# تشارلز ماكدوغال
تشارلز ماكدوغال (بالإنجليزية: Charles McDougall)‏ هو ضابط أمريكي، ولد في 1804، وتوفي في 1885.